# Toàn tâm luận

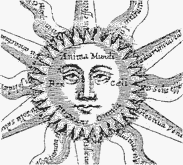

Toàn tâm luận (Panpsychism) là quan điểm cho rằng tất cả vật chất đều có khía cạnh tinh thần, hay nói cách khác, tất cả các đối tượng đều có một trung tâm kinh nghiệm hay quan điểm thống nhất. Bề ngoài, nó dường như là một dạng của nhị nguyên luận đặc tính, vì nó coi mọi thứ có cả những đặc tính tinh thần và vật chất. Tuy nhiên, một số nhà toàn tâm luận nói rằng hành vi cơ học sinh ra từ tính tinh thần nguyên thủy của nguyên tử và phân tử — cũng như tính tinh thần phức tạp và hành vi hữu cơ, sự khác biệt được gán cho sự hiện diện hay sự thiếu vắng của cấu trúc phức hợp trong một đối tượng phức hợp. Chừng nào mà sự quy giản các đặc tính phi tinh thần thành những đặc tính tinh thần còn có chỗ thì toàn tâm luận không phải là một dạng (mạnh) của nhị nguyên luận đặc tính, còn khác đi thì nó chính là như vậy.